# DSA-370
La DSA-370 es una carretera perteneciente a la Red Primaria de la Diputación Provincial de Salamanca que une la  CL-526  con la frontera con Portugal.
Pasa por la localidad de Navasfrías.

## Origen y Destino
La carretera  DSA-370  tiene su origen en El Payo en la intersección con la carretera  CL-526 , y termina en el término municipal de Navasfrías, en la frontera con Portugal, formando parte de la Red de carreteras de Salamanca.